# Подлипоглав
Подлипоглав (словен. Podlipoglav) је насељено место у саставу градске општине Љубљана, Средњесловенска регија, Словенија.

## Историја
До територијалне реорганизације у Словенији био је у саставу града Љубљане, односно старе општине Мосте-Поље.

## Становништво
У попису становништва из 2021. године, Подлипоглав је имао 204 становника.
| Број становника према пописима | Број становника према пописима | Број становника према пописима | Број становника према пописима |
| ------------------------------ | ------------------------------ | ------------------------------ | ------------------------------ |
| 1991                           | 2002                           | 2011                           | 2021                           |
| 170                            | 188                            | 201                            | 204                            |

Напомена: Године 2008. извршена је мања размена територије између насеља Подлипоглав и Заградишче.

## Галерија
- архитектура
- капела